# Dan Scarbrough

a Compétitions nationales et continentales officielles uniquement.

b Matchs officiels uniquement.
Dernière mise à jour le 16 octobre 2012.
Daniel Graham R. Scarbrough dit Dan Scarbrough, né le 16 février 1978 à Bingley, est un joueur anglais de rugby à XV évoluant principalement au poste d'arrière et parfois au poste d'ailier. Il évolue dans le club du Lille Métropole rugby depuis 2012.

## Biographie
Dan Scarbrough est le meilleur marqueur d'essais de National Division One avec Wakefield pendant deux saisons avant de signer à Leeds Tykes où il connaît autant de réussite, finissant second meilleur marqueur d'essais en 2001-2002 du championnat anglais. Aussi il gagne sa place en Angleterre A en 2002 et il dispute les quatre matchs de l'équipe d'Angleterre A en 2003. Il dispute son premier match avec l'équipe d'Angleterre le 23 août 2003 contre l'équipe du pays de Galles. Il connaît seulement une seconde sélection contre Afrique du Sud en 2007. Il quitte les Leeds Tykes pour les Saracens en 2004. Il reste quatre saisons et demie avec de partir pour le Racing Métro 92 en tant que joueur supplémentaire en 2009. Il remporte le Championnat de Pro D2 avec le club parisien qui monte en Top 14. Il s'engage avec le club du Lille MR en Fédérale 1 au début de la saison 2011-2012.

## Palmarès
- Vainqueur du Championnat de Pro D2 en 2009

## Statistiques en équipe nationale
- 2 sélections
- 5 points (1 essai)
- Nombre de sélections par année : 1 en 2003, 1 en 2007